# Chamaecrista serpens
Chamaecrista serpens là một loài thực vật có hoa trong họ Đậu. Loài này được (L.) Greene miêu tả khoa học đầu tiên.